# Mesocrina lesovik
Mesocrina lesovik är en stekelart som beskrevs av Sergey A. Belokobylskij 1998. Mesocrina lesovik ingår i släktet Mesocrina och familjen bracksteklar. Inga underarter finns listade i Catalogue of Life.